# Tréauville
Tréauville é uma comuna francesa na região administrativa da Normandia, no departamento Mancha. Estende-se por uma área de 12,72 km². Em 2010 a comuna tinha 755 habitantes (densidade: 59,4 hab./km²).